# Bueana ephippiata
Bueana ephippiata is een hooiwagen uit de familie Assamiidae. De wetenschappelijke naam van Bueana ephippiata gaat terug op Roewer.